# Maués-Seidenäffchen
Das Maués-Seidenäffchen (Mico mauesi, Syn.: Callithrix mauesi) ist eine Primatenart aus der Familie der Krallenaffen. 

## Merkmale
Maués-Seidenäffchen erreichen eine Kopfrumpflänge von 20 bis 23 Zentimetern, eine Schwanzlänge von 34 bis 38 Zentimetern und ein Gewicht von 315 bis 405 Gramm. Ihr Fell ist überwiegend dunkelbraun gefärbt, der Bauch ist heller. Am Rücken befinden sich schwarz- und weiß-gesprenkelte Haare, der Schwanz ist leicht schwarz-grau geringelt. Der Kopf ist ebenfalls dunkelbraun mit graubraunen Wangenflecken. Die Ohrbüschel, die auch graubraun gefärbt sind, sind im Gegensatz zu nah verwandten Arten aufgerichtet. Wie bei allen Krallenaffen befinden sich an den Fingern und Zehen (mit Ausnahme der Großzehe) Krallen statt Nägeln.

## Verbreitung und Lebensraum

Verbreitungsgebiet (rot)

Maués-Seidenäffchen bewohnen ein kleines Gebiet im Amazonasbecken im brasilianischen Bundesstaat Amazonas. Ihr Verbreitungsgebiet liegt südlich des Amazonas im Bereich des Rio Maués in der Nähe der Stadt Maués, dem sie auch ihren Namen verdanken. Die genauen Ausmaße des Verbreitungsgebietes sind nicht bekannt. Lebensraum dieser Art sind tropische Regenwälder.

## Lebensweise
Diese Primaten sind wie alle Krallenaffen tagaktive Baumbewohner. Dort bewegen sie sich auf allen vieren fort, können aber auch größere Distanzen springend zurücklegen. Vermutlich leben sie wie die anderen Seidenäffchen in Gruppen, die um ein fortpflanzungsfähiges Paar organisiert sind und in denen sich die Väter und die anderen Gruppenmitglieder intensiv an der Jungenaufzucht beteiligen. Ihre Nahrung besteht aus Baumsäften, Früchten und anderen Pflanzenteilen sowie Insekten. Ihre Zähne sind wie bei allen Marmosetten spezialisiert und an das Annagen der Baumrinde angepasst, damit die Tiere an die Baumsäfte gelangen.

## Gefährdung
Das Verbreitungsgebiet der Maués-Springaffen ist abgelegen und kaum vom Menschen besiedelt, es sind keine Bedrohungen bekannt. Die IUCN listet die Art als „nicht gefährdet“ (least concern).